# Юсуфбеков, Рустамбек Юсуфбекович
Рустамбек Юсуфбекович Юсуфбеков (31 декабря 1923, кишлак Рын, Ишкашимский район, Горно-Бадахшанская автономная область, Таджикская ССР, СССР — 5 марта 2007, Душанбе, Таджикистан) — советский таджикский партийный и государственный деятель, министр народного образования Таджикской ССР (1963—1974), заместитель Председателя Совета министров Таджикской ССР и одновременно Министр иностранных дел Таджикской ССР (1974—1984).

## Биография
Родился в семье дехканина. Рано остался сиротой, среднее образование получил в школе интернате города Хорога, административный центр области, где школьные годы проводил со своим двоюродном братом и наставником Шакарбеком Ошуровым.
В этом же городе окончил Педагогическое училище и курсы учителей-предметников.
Член ВКП(б) с 1945 года.
Свою трудовую деятельность начал в 1940 учителем семилетней школы кишлака Рын.
В 1945—1947 годах — заместитель заведующего, заведующий отделом пропаганды и агитации Ишкашимского районного комитета КП(б) Таджикистана.
В 1947—1949 годах учился в Республиканской партийной школе при ЦК КП(б) Таджикистана, затем два года там преподавал.
В 1950 году окончил Душанбинский государственный педагогический институт им. Т. Г. Шевченко.
С 1951 по 1954 год — аспирант Академии общественных наук при ЦК КПСС, в 1954 году защитил диссертацию на соискание ученой степени кандидата экономических наук.
По окончании аспирантуры вернулся в Республиканскую партийную школу при ЦК КП Таджикистана где стал преподавать политэкономию.
В 1956—1959 годах — заведующий кафедрой политэкономии Таджикского государственного университета им. В. И. Ленина.
С 1959 года находился на партийной работе, работал на должностях заместителем заведующего отделом пропаганды и агитации, в дальнейшем возглавляет отдел науки и учебных заведений ЦК Компартии Таджикистана.
С 1963 по 1974 год — министр народного образования Таджикской ССР. Как в то время статистика показывает, за годы его руководства министерством в стране было введено около 150 новых школ, ВУЗ-ы республики выпустили десятки тысяч квалифицированных специалистов в различных областях науки. Также приём, в высшие учебные заведения за эти годы вырос более чем в два раза, а выпуск — в 2,8 раза.
Достижение указанных результатов являлось в определённой степени личной заслугой Юсуфбекова и следствием его хороших отношений с Москвой и дружбой с Джабаром Расуловым. Например, в 1968 году развитие химической промышленности в республике требовало подготовки нужных специалистов, и Юсуфбеков под свою ответственность открыл при политехническом институте химико-технологический факультет, который в 1970 году пришлось закрыть в результате анонимной жалобы в Госплан, но студенты решением Расулова были распределены в вузы СССР с сохранением стипендии. В другом случае, из-за превышения в 1972-73 учебном году плана принятия студентов вузами Таджикистана на 27 %, и как следствие — увеличения расходов, на Юсуфбекова был написан донос в Москву, однако, Москва встала на сторону Юсуфбекова и Минобразования СССР своим решением оставило студентов.
В 1974—1984 годах — заместитель председателя Совета Министров Таджикской ССР, одновременно министр иностранных дел Таджикской ССР.
В 1984—2000 годах — профессор кафедры политэкономии Таджикского государственного университета.
член-корреспондент Академии наук Таджикской ССР (1975).
На 13-19 съездах Компартии Таджикистана избирался членом ЦК Компартии Таджикистана. Депутат Верховного Совета Таджикской ССР 6 и 10 созывов.
Похоронен в родном селе Рын.

## Научная деятельность
Автор свыше 200 научных и популярных книг и статей по вопросам народного образования.
Юсуфбеков Рустамбек признан одним из лучших экономистов советского периода в республике, одним из первых исследователей вопросов связанных с экономикой образования в республике. В своих научных трудах он четко анализирует проблемы развития народного образования и пути становления этой сферы. Он был одним ярких сторонников того, что грамотность и профессиональное образование людей является важнейшим фактором для становления уровня культуры людей и их производительности в труде, иными словами, чем выше профессиональное образование тем выше культура и результат труда. По его мнению, народное образование есть не, что иное как один из важнейших эффективных нематериальных благ которое необходимо развивать любыми путями.
Раздел XI. «Народное образование и культурно-просветительные учреждения» статьи «Таджикская Советская Социалистическая Республика» в Большой Советской Энциклопедии написан на основе работы Юсуфбекова «Претворение ленинских идей в развитии народного образования Таджикской ССР», Душанбе, 1967

## Награды
- Два ордена «Трудового Красного Знамени»
- Два ордена «Знак Почёта»
- Медаль «За доблестный труд в Великой Отечественной войне 1941—1945 гг.»
- Юбилейная медаль «Тридцать лет Победы в Великой Отечественной войне 1941—1945 гг.»
- Заслуженный деятель науки Таджикской ССР (1983).
- Награждён Почётными Грамотами Президиума Верховного Совета Таджикской ССР.

## Память
- В 2012 году джамоат Ишкашим, Ишкашимского района был переименован в джамоат имени Рустамбека Юсуфбекова[1].
- В 2013 году был установлен бюст Юсуфбекова в центре города Хорог.
- В 2014 году школе № 35 столичного города Душанбе присвоено имя Рустамбека Юсуфбекова.